# 刻
刻（こく）は、漢字文化圏で使用される時間・時刻の単位である。様々な長さの「刻」があり、同じ時代の同じ地域でも、複数の「刻」が並用されていた。1日を何刻に分けるかが同じでも、定時法と不定時法の違いもある。
「刻」という名称は、漏刻（水時計）の刻み目に由来する。

## 中国

### 1日=100刻
中国では前漢の時代に1日100刻制が確立した。1日は86400秒なので、1刻は864秒（14分24秒）である。紀元前6年の一時期と新（8年 - 23年）は120刻制、梁の507年 - 544年に96刻制、梁から陳にかけての544年 - 563年は108刻制を採用したが、それ以外の時期は、明末期の1628年まで100刻制を採用していた。
時刻の単位には、ほかに1日を12等分して夜半(23:00-01:00)を「子」として順に十二支を順に振る十二時辰があった。1時辰は2時間に相当し、100刻制では1時辰は8+1⁄3刻に相当する。

### 1日=96刻
明末期の1628年に西洋の時法が導入され、12で割り切れる96刻制（1刻はちょうど15分）に改められた。清でも引き続き採用され、中華人民共和国となった現代でも、15分を表す単位として用いられている。
96刻制では1時辰は8刻にあたる。1時辰を初刻と正刻の2つの小時に分け、それぞれを4等分して「初初刻・初二刻・初三刻・初四刻・正初刻・正二刻・正三刻・正四刻」と呼んでいた。現代では15分を「一刻」、45分を「三刻」と呼ぶ（30分は「半」）。

## 日本

### 1日=100刻
日本では、100分割の刻は天文や暦学の分野で使用され、不定時法が採用されてからも等分のままであった。また、暦にも、100等分の刻で表した昼間の長さが記入されたものがあった。それによれば、春分・秋分には昼の長さが50刻、冬至には40刻、夏至には60刻となる。

### 1日=48刻
日本には、1日を48等分する刻があった。すなわち、この1刻は30分に相当する。48等分の刻は、時辰を4分割する一種の補助単位として使用され、「子の一刻」「寅の四刻」などと呼んだ。
日本では、12時辰は室町時代ごろから不定時法となり、季節によってその長さが異なるようになった。

### 1日=36刻
日本では、1つの時辰を上中下に3分する「刻」もあり、「子の上刻」「寅の下刻」などと呼んだ。
どの「刻」も、明治時代に西洋の時法が導入された後は使われなくなっている。